# ایر بی
ایر بی (به انگلیسی: Air Bee) یک شرکت هواپیمایی با کد یاتا BM است که در تاریخ ۲۰۰۷ میلادی تأسیس شده است. دفتر مرکزی ایر بی در رم، ایتالیا واقع شده‌است و قطب این شرکت هواپیمایی در فرودگاه برشا قرار دارد و به ۸ مقصد، پرواز مستقیم انجام می‌دهد.